# حسن مأمون
حسن مأمون (1894م- 1973م) هو شيخ الأزهر ومفتى الديار المصرية الأسبق. تولى منصب الإفتاء في الفترة من أول مارس سنة 1955 حتى سنة 1964 م حيث تولى مشيخة الأزهر الشريف.

## مولده ونشأته
ولد يوم 13 من يونيه سنة 1894م بحي عابدين بالقاهرة، وقد عني والده إمام مسجد الفتح بقصر عابدين _ بتربيته منذ صغره التربية الدينية القويمة، فحفظ القرآن وجوده، ثم التحق بالأزهر الشريف.

## تخرجه من الأزهر
بعد أن أنهى دراسته اتجه إلى مدرسة القضاء الشرعي وتخرج فيها عام 1918م. وجمع بين الثقافة العربية والثقافة الفرنسية.

## مناصبه
عُين موظفاً قضائياً بمحكمة الزقازيق الشرعية في 4 أكتوبر سنة 1919م، وفي أول يوليو سنة 1920 م نقل إلى محكمة القاهرة الشرعية، وطل يترقى في القضاء الشرعي حتى صدر مرسوم ملكي بتعيينه قاضياً لقضاة السودان في 3 من يناير سنة 1941م. في 16 فبراير سنة 1955م اقترح وزير العدل على مجلس الوزراء إسناد منصب المفتي إلى فضيلة الشيخ «حسن مأمون» للانتفاع بعلمه الغزير وكفاءته الممتازة، فوافق مجلس الوزراء على تعيين فضيلته مفتياً للديار المصرية اعتباراً من أول مارس سنة 1955 حتى سنة 1964 م، وقد تولى فضيلته مشيخة الأزهر بالقرار الجمهوري رقم 2444 لسنة 1964 م.

## وفاته
تُوفي في 19 مايو سنة 1973م.